# Lerista emmotti
Espèce
Lerista emmotti est une espèce de sauriens de la famille des Scincidae.

## Répartition
Cette espèce est endémique du Queensland en Australie.

## Étymologie
Cette espèce est nommée en l'honneur d'Angus Emmott.

## Publication originale
- Ingram, Couper & Donnellan, 1993 : A new two-toed skink from eastern Australia. Memoirs of the Queensland Museum, vol. 33, no 1, p. 341-347 (texte intégral).